# National Intelligence Authority
National Intelligence Authority (NIA) – Narodowy Zarząd Wywiadu.
Poprzednik Centralnej Agencji Wywiadowczej – CIA, powołany do życia jako organ koordynujący działania wywiadu zagranicznego Stanów Zjednoczonych rozporządzeniem podpisanym 22 stycznia 1946 roku przez ówczesnego prezydenta USA Harry’ego Trumana.
Członkami NIA prezydent mianował – sekretarza stanu Jamesa F. Byrnesa, sekretarza Wojny Roberta V. Pattersona, sekretarza Marynarki Wojennej Jamesa V. Forrestala, i jako swojego osobistego przedstawiciela admirała Williama D. Leahy’ego, przewodniczącego Połączonego Komitetu Szefów Sztabów.
Członkom Narodowego Zarządu Wywiadu polecono wydzielić personel z Departamentu Stanu, Departamentu Wojny i Marynarki Wojennej dla potrzeb także niedawno powołanej Grupy Centrali Wywiadu – Central Intelligence Group (CIG), na czele której stanął Dyrektor Centrali Wywiadu – Director of Central Intelligence (DCI).
Narodowy Zarząd Wywiadu i Grupa Centrali Wywiadu istniały przez 20 miesięcy, utworzona w następnym roku (1947) Centralna Agencja Wywiadowcza przejęła cały personel i udokumentowanie obydwu agencji.